# 中国驻卡塔尔大使列表
本列表为中華人民共和國驻卡塔尔历任大使名录。

## 历任中国驻卡塔尔大使

### 中华人民共和国驻卡塔尔大使（1989年至今）
1988年7月5日中华人民共和国与卡塔尔签署建交公报，宣布从7月9日起双方建立大使级外交关系。
| 姓名   | 任命           | 任命           | 到任           | 递交国书       | 免职           | 免职           | 离任          | 外交衔级 | 外交职务     | 备注 |
| 姓名   | 全国人大常委会 | 主席           | 到任           | 递交国书       | 全国人大常委会 | 主席           | 离任          | 外交衔级 | 外交职务     | 备注 |
| ------ | -------------- | -------------- | -------------- | -------------- | -------------- | -------------- | ------------- | -------- | ------------ | ---- |
| 胡昌林 | 1988年12月29日 | 1989年2月28日  | 1989年2月28日  | 1989年3月5日   | 1991年9月4日   | 1991年10月18日 | 1991年10月    | 大使     | 特命全权大使 |      |
| 谭声琤 | 1991年9月4日   | 1991年10月18日 | 1991年10月     | 1991年11月11日 | 1995年12月28日 | 1996年4月4日   | 1996年3月     | 大使     | 特命全权大使 |      |
| 高文献 | 1995年12月28日 | 1996年4月4日   | 1996年4月      | 1996年4月9日   | 1999年12月25日 | 2000年7月26日  | 2000年4月     | 大使     | 特命全权大使 |      |
| 周秀华 | 1999年12月25日 | 2000年7月26日  | 2000年7月      |                | 2002年4月28日  | 2002年8月20日  | 2002年6月     | 大使     | 特命全权大使 |      |
| 赵会民 | 2002年4月28日  | 2002年8月20日  | 2002年8月      |                | 2004年10月27日 | 2005年3月8日   | 2005年3月     | 大使     | 特命全权大使 |      |
| 李建英 | 2004年10月27日 | 2005年3月8日   | 2005年3月14日  | 2005年4月26日  | 2007年2月28日  | 2007年6月14日  | 2007年6月     | 大使     | 特命全权大使 |      |
| 岳晓勇 | 2007年2月28日  | 2007年6月14日  | 2007年6月19日  | 2007年7月4日   | 2010年4月29日  | 2010年10月25日 | 2010年10月    | 大使     | 特命全权大使 |      |
| 张志良 | 2010年4月29日  | 2010年10月25日 | 2010年11月16日 | 2011年1月23日  | 2012年6月30日  | 2012年10月29日 | 2012年10月    | 大使     | 特命全权大使 |      |
| 高有祯 | 2012年6月30日  | 2012年10月29日 | 2012年10月21日 | 2012年11月12日 | 2014年12月28日 | 2015年5月27日  | 2015年4月     | 大使     | 特命全权大使 |      |
| 李琛   | 2014年12月28日 | 2015年5月27日  | 2015年5月5日   | 2015年8月30日  | 2019年2月27日  | 2019年8月8日   | 2019年6月27日 | 大使     | 特命全权大使 |      |
| 周剑   | 2019年2月27日  | 2019年8月8日   | 2019年7月18日  | 2019年7月29日  |                | 2024年1月17日  | 2022年12月    | 大使     | 特命全权大使 |      |
| 曹小林 |                | 2024年1月17日  | 2024年1月2日   | 2024年1月28日  | 现任           |                |               | 大使     | 特命全权大使 |      |

## 外部連結
- 中华人民共和国驻卡塔尔国大使馆（简体中文）（英文）